# Rhapsody (system operacyjny)
Rhapsody – nieukończony projekt systemu operacyjnego dla komputerów Macintosh firmy Apple - w zamyśle rozwojowa wersja systemu Mac OS. Podstawę systemu miał stanowić kod BSD, środowisko graficzne zaczerpnięte miało być z rdzennego systemu Apple. Na bazie doświadczeń z powstawania Rhapsody powstał z czasem OS X.
Jedna z jego kompilacji działała na procesorach x86.